# Gert Hartmann (Politiker)
Gert Hartmann (* 27. Oktober 1957 in Berlin) ist ein deutscher Mechaniker und Politiker (SPD). 1990 war er Abgeordneter der letzten Volkskammer der DDR.

## Leben und Beruf
Hartmann wuchs in Ost-Berlin auf. Nach dem Besuch der Polytechnischen Oberschule absolvierte er eine Lehre zum Feinmechaniker und war danach im erlernten Beruf tätig, zuletzt in der Vorfertigung für bildverarbeitende Computersysteme beim Robotron-Vertrieb in Berlin.
Nach einem Unfall galt Hartmann seit 1972 als schwerstgeschädigt und war seitdem auf einen Rollstuhl angewiesen.

## Politik
Bei der Volkskammerwahl 1990 kandidierte Hartmann auf Platz 7 der SPD-Liste im Wahlkreis Berlin, über den er in die Volkskammer einzog. Im Parlament war er Behindertenbeauftragter der SPD-Fraktion. Bei der am 22. August 1990 durchgeführten Abstimmung über das Gesetz zum Vertrag zur Vorbereitung und Durchführung der ersten gesamtdeutschen Wahl des Deutschen Bundestages zwischen der Deutschen Demokratischen Republik und der Bundesrepublik Deutschland vom 3. August 1990 stimmte Hartmann als einziges Mitglied der SPD-Fraktion gegen den Antrag des Ministerrats. Mit Auflösung der Volkskammer zum 2. Oktober 1990 endete auch sein Mandat.